# 克里斯托·薩奇
克里斯托·薩奇（1985年2月2日—）是一位愛沙尼亞籃球運動員。他現在效力於愛沙尼亞球隊Rakvere Tarvas。他也代表愛沙尼亞國家男子籃球隊參賽。